# Iglesias de Chiloé

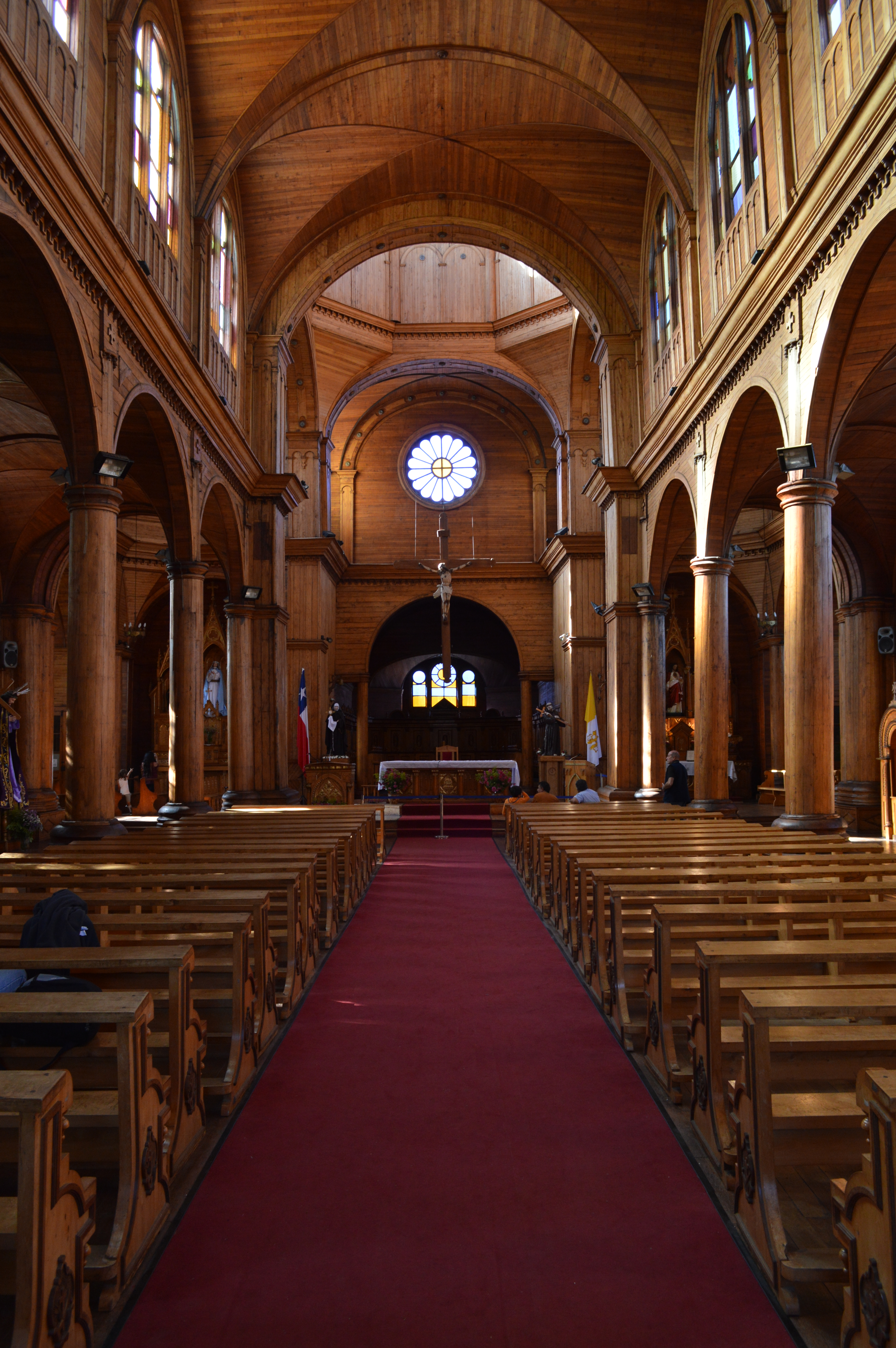
Nave central de la iglesia de San Francisco, en Castro.

Las iglesias de Chiloé son templos de madera construidos en el archipiélago de Chiloé, en la zona Sur de Chile, de acuerdo a un esquema tradicional que se considera perteneciente a una escuela de arquitectura. Las construcciones más antiguas todavía en pie datan de mediados del siglo XVIII y las más recientes, del primer tercio del siglo XX.
Un conjunto de dieciséis es considerado Monumento Histórico Nacional de Chile y, desde el año 2000, Patrimonio de la Humanidad por la Unesco. La organización que es representante ante el estado de Chile y la Unesco como administradora del sitio patrimonio de la humanidad es la Fundación de las Iglesias Patrimoniales de Chiloé

## Historia
Desde el siglo XVII, los religiosos encargados de la evangelización de las islas fueron los jesuitas, quienes establecieron un sistema llamado Misión circular para hacerse cargo de todas las comunidades evangelizadas. La Misión circular duraba 8 meses y significaba recorrer en total unos 4000 km en dalca y a pie, pero como debían visitar más de 80 sectores y hacer frente a las adversidades del clima, la estadía en cada capilla duraba solo un par de días y durante el resto del año la vida religiosa quedaba a cargo del fiscal. En los primeros años de la evangelización, las iglesias eran construcciones rústicas con techo de paja.
Por la necesidad de contar con más sacerdotes, la Compañía solicitó al Rey que se permitiera la presencia de jesuitas de nacionalidad diferente a la española. La solicitud fue aceptada y llegaron frailes procedentes de diferentes partes de Europa, sobre todo de Baviera, Hungría y Transilvania. Estos sacerdotes extranjeros fueron los que durante el siglo XVIII dieron impulso a la construcción de iglesias más perdurables que sus antecesoras. Ellos aportaron los diseños, inspirados en las iglesias de sus países, y parte de las técnicas de construcción. Por su parte, los carpinteros chilotes aportaron la mano de obra, los materiales y técnicas propias, muchas de las cuales estaban inspiradas en la construcción de navíos.
Después de la expulsión de los jesuitas, en 1767, la labor misionera quedó a cargo de los franciscanos; sin embargo, la construcción de templos siguió manteniendo los modelos iniciales y se creó una tradición arquitectónica mantenida a lo largo de tres siglos, llamada Escuela chilota de arquitectura religiosa en madera. Esta tradición evolucionó a través de los años, pasando de un estilo inicial muy adornado a otro, a mediados del siglo XIX, mucho más sobrio, que poseen cierta semejanza con el barroco y el neoclásico europeos.
A esta escuela pertenecen entre 60 y 150 de las más de 400 iglesias repartidas por el archipiélago. Algunas, como la de Quilquico, no han resistido el paso del tiempo y han caído o han debido ser demolidas, pero otras se han mantenido en pie por casi 300 años y son algunas de las construcciones en madera más antiguas que quedan en pie en el planeta. La necesidad de preservarlas hizo que 16 de ellas fueran declaradas Monumento Nacional y que en 1993, la Fundación Cultural Amigos de las Iglesias de Chiloé postulara a estos 16 templos como candidatos para ser Patrimonio de la Humanidad de la Unesco. Fueron declaradas como tales 14 de ellas en el año 2000, extendiéndose la inscripción a las 2 restantes (iglesias de Chelín y Caguach) al año siguiente.

## Estructura

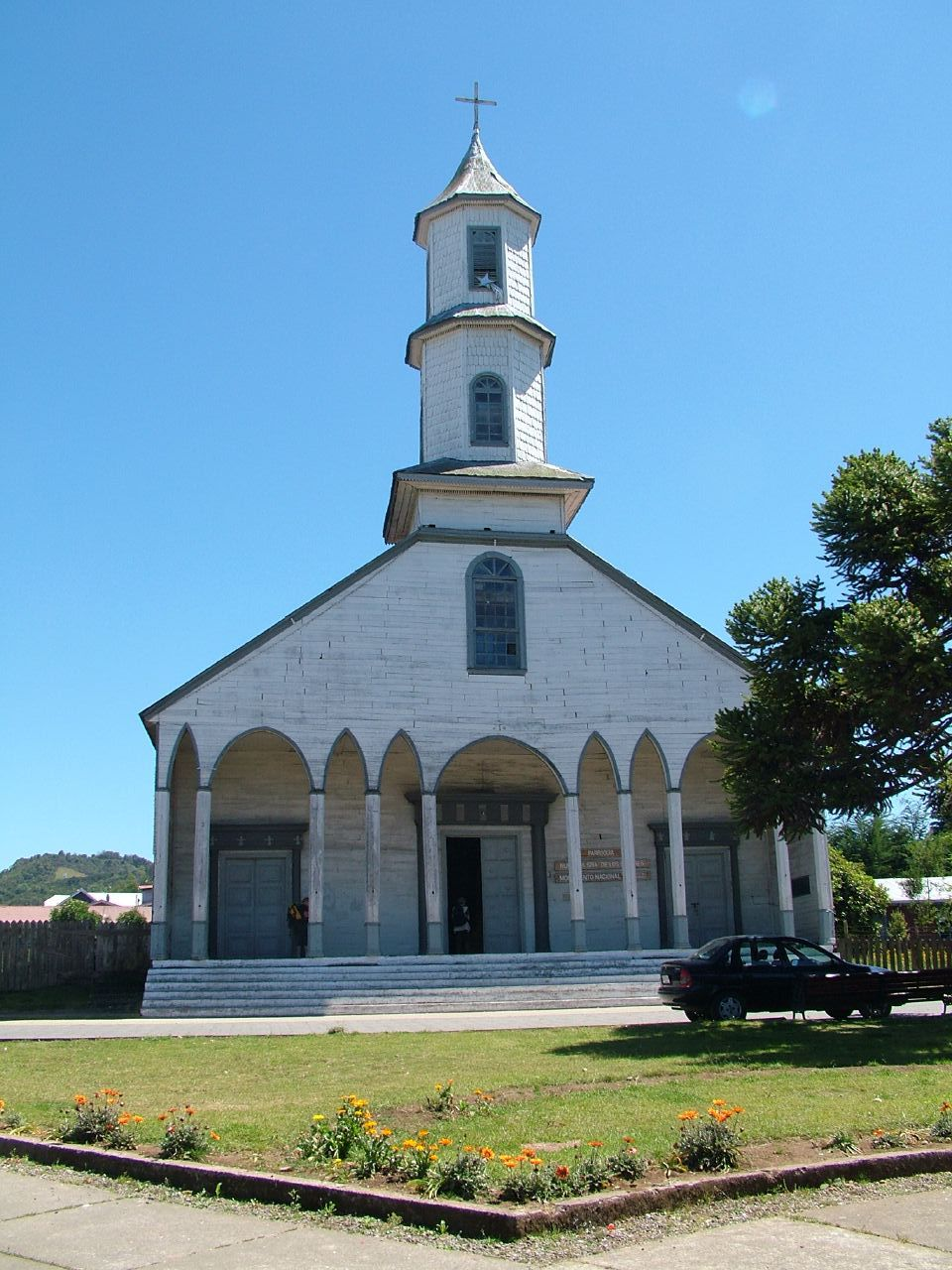
Iglesia de Dalcahue, con pórtico de nueve arcos y torre de dos cuerpos octogonales.

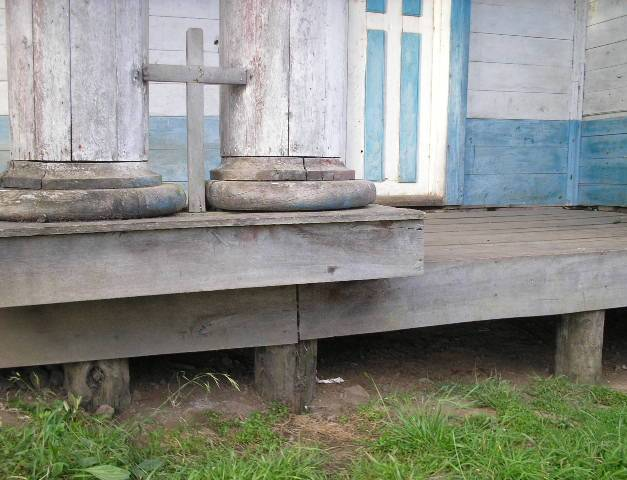
Base de los pilares del pórtico y fundaciones de la Iglesia de Nercón.

Las iglesias chilotas siguen una estructura básica común con variaciones menores según la zona geográfica o la época de construcción.
El edificio tiene forma rectangular con un techo a dos aguas y ocasionalmente a tres. La fachada usualmente está en el lado este y frente a ella hay una explanada para las procesiones. En los lugares de mayor población esta explanada ha pasado a ser la plaza del pueblo.
La fachada consta de un pórtico adornado con arcos falsos y una torre con campanario en la parte superior. El número usual de arcos es cinco, pero algunas iglesias no los tienen y otras tienen siete o nueve. Entre el pórtico y las puertas hay un espacio para guarecerse de la lluvia. La torre suele ser de forma octogonal, de dos o tres cuerpos y en algunos casos posee un ábside.
El interior está formado por tres naves, separadas por corridas de pilares. Sobre el pórtico hay un espacio para el coro. Usualmente la nave central tiene el techo cóncavo, a semejanza del fondo de un bote. Algunas de las iglesias conservan el púlpito.

## Materiales
La madera usada para construir estas iglesias proviene del bosque chilote o de los bosques de la provincia de Palena. Las vigas, los pilares y la madera de revestimiento interno son de maderas duras y resistentes a la humedad, como las del ciprés, el coigüe o el mañío. Para unir las porciones más grandes se usaron tarugos de madera de luma; sin embargo, no es cierta la creencia difundida en el resto de Chile de que las iglesias chilotas no contienen clavos en su construcción pues todas los tienen en sus pisos y en su revestimiento exterior.
En el exterior de las iglesias, predominan los revestimientos de tejuelas de alerce, aunque también se usaron tablas machihembradas en los costados y láminas de zinc en los techos.

## Localización

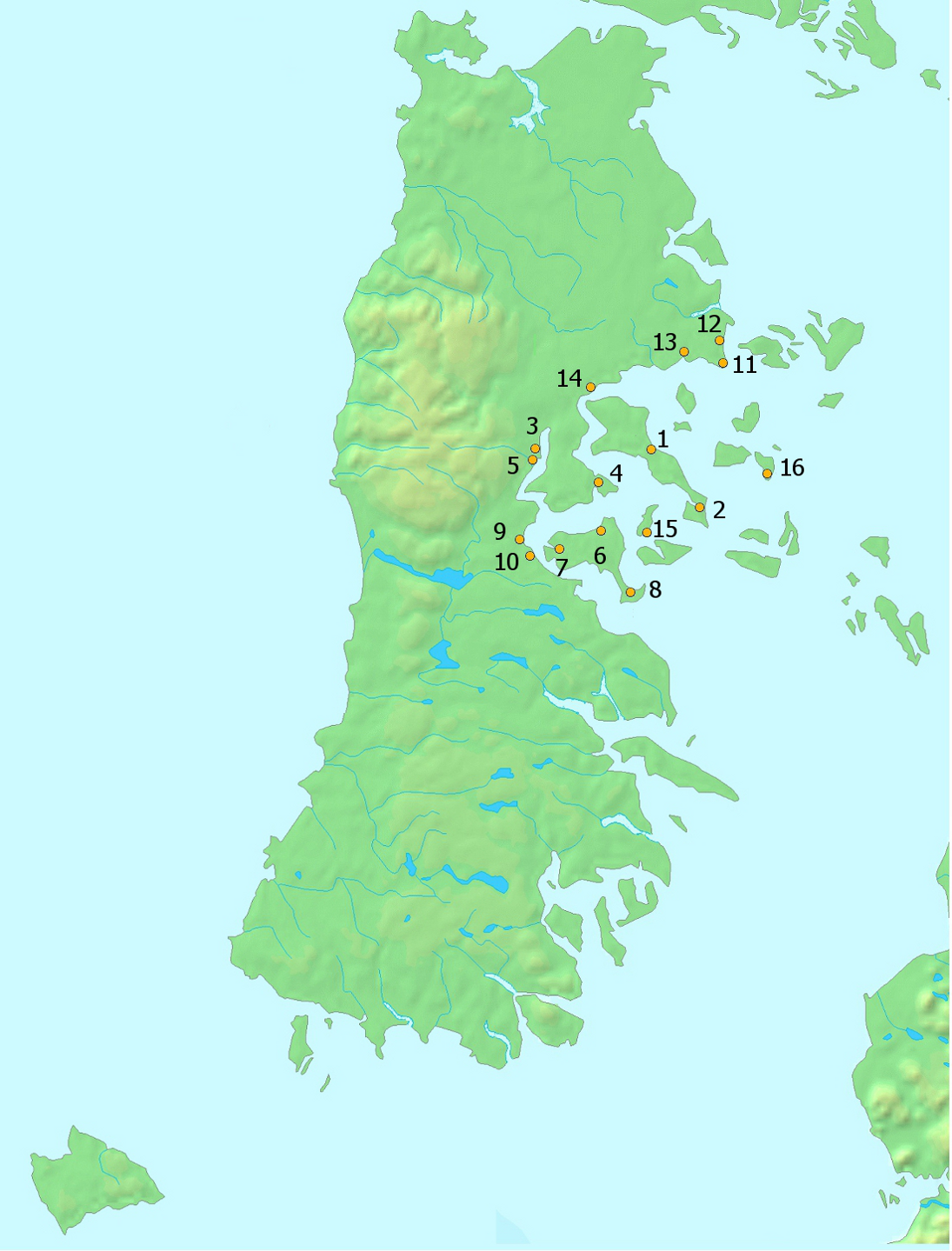
Distribución de las Iglesias de Chiloé enumeradas de acuerdo a su código patrimonial.

Geográficamente, de las dieciséis iglesias que son Patrimonio de la Humanidad, nueve están en la costa oriental de la Isla Grande, tres en Lemuy, dos en Quinchao, una en Caguach y una en Chelín. Si se consideran las divisiones administrativas, todas ellas están en la provincia de Chiloé y de norte a sur se reparten por comuna como sigue: la iglesia de Colo en Quemchi, las de Tenaún, San Juan y Dalcahue en Dalcahue, las de Caguach, Achao y Quinchao en Quinchao, las de Castro, Nercón, Rilán y Chelín en Castro, las de Vilupulli y Chonchi en Chonchi y las de Aldachildo, Ichuac y Detif en Puqueldón.
| Código  | Nombre                | Ubicación             | Imagen |
| ------- | --------------------- | --------------------- | ------ |
| 971-001 | Iglesia de Achao      | Achao, Quinchao       |        |
| 971-002 | Iglesia de Quinchao   | Quinchao, Quinchao    |        |
| 971-003 | Iglesia San Francisco | Castro, Castro        |        |
| 971-004 | Iglesia de Rilán      | Rilán, Castro         |        |
| 971-005 | Iglesia de Nercón     | Nercón, Castro        |        |
| 971-006 | Iglesia de Aldachildo | Aldachildo, Puqueldón |        |
| 971-007 | Iglesia de Ichuac     | Ichuac, Puqueldón     |        |
| 971-008 | Iglesia de Detif      | Detif, Puqueldón      |        |
| 971-009 | Iglesia de Vilupulli  | Vilupulli, Chonchi    |        |
| 971-010 | Iglesia de Chonchi    | Chonchi, Chonchi      |        |
| 971-011 | Iglesia de Tenaún     | Tenaún, Dalcahue      |        |
| 971-012 | Iglesia de Colo       | Colo, Quemchi         |        |
| 971-013 | Iglesia de San Juan   | San Juan, Dalcahue    |        |
| 971-014 | Iglesia de Dalcahue   | Dalcahue, Dalcahue    |        |
| 971-015 | Iglesia de Chelín     | Chelín, Castro        |        |
| 971-016 | Iglesia de Caguach    | Caguach, Quinchao     |        |